# Tarasivka, Izeaslav
Tarasivka (în ucraineană Тарасівка) este un sat în comuna Velîki Puzîrkî din raionul Izeaslav, regiunea Hmelnîțkîi, Ucraina.

## Demografie
Componența lingvistică a localității Tarasivka
     Ucraineană (96,77%)
     Rusă (3,23%)
Conform recensământului din 2001, majoritatea populației localității Tarasivka era vorbitoare de ucraineană (96,77%), existând în minoritate și vorbitori de rusă (3,23%).